# Chthonius mazaurici
Chthonius mazaurici är en spindeldjursart som beskrevs av Philippe Leclerc 1981. Chthonius mazaurici ingår i släktet Chthonius och familjen käkklokrypare.

## Underarter
Arten delas in i följande underarter:
- C. m. coironi
- C. m. mazaurici